# حصة إبيار
حصة إبيار إحدى قرى مركز بسيون التابع لمحافظة الغربية بجمهورية مصر العربية.

## التاريخ
هي قرية قديمة ذكرت بهذا الاسم في جداول وزارة الداخلية في تحفة الانتصار وفي قوانين الدواوين لابن مماتي ولكنها ذكرت في سنة 1228 باسم حصة إبار، وظلت تذكر باسم حصة ابار في بيانات التعداد حتى عام 1947 بعدها أصبحت تذكر بحصة إيبار.

## السكان
بلغ عدد سكان حصة إبيار 4488 نسمة حسب تقدير عام 2018.
| السنة  | 1882 | 1897 | 1907 | 1927 | 1947 | 1960 | 1976 | 1986 | 1996 | 2006  | 2018 |
| ------ | ---- | ---- | ---- | ---- | ---- | ---- | ---- | ---- | ---- | ----- | ---- |
| القرية | 493  | 732  | 889  | 943  | 1003 | 1332 | 1720 | 2238 | 2949 | 3,423 | 4488 |